# Henry Way Kendall
Henry Way Kendall (9. december 1926 i Boston, Massachusetts, USA – 15. februar 1999 i Wakulla Springs State Park, Florida, USA) var en amerikansk fysiker, og var fra 1967 professor ved Massachusetts Institute of Technology.
Han delte Nobelprisen i fysik for 1990 med Jerome Isaac Friedman og Richard E. Taylor for deres påvisning af kvarkernes eksistens, noget som var banebrydende indenfor partikelfysikken.